# Дева озера (опера)
«Дева озера» (итал. La Donna del lago) — опера Джоакино Россини в двух актах. Либретто А. Л. Тоттолы по одноимённой поэме Вальтера Скотта (1810). Премьера состоялась в Неаполе в театре Сан-Карло 24 октября 1819 года.

## История постановок
В Санкт-Петербурге оперу можно было услышать в сезон 1829-1830 годов, после чего российские театры не включали её в свой репертуар.
Туллио Серафин, возродивший многие забытые шедевры бельканто, дирижировал «Девой озера» на флорентийском фестивале 1956 года. К 200-летнему юбилею композитора в 1992 году, при Риккардо Мути, опера была поставлена Вернером Херцогом в «Ла Скала»: главные партии исполняли Джун Андерсон — Элен, Роквелл Блейк — Уберто, Крис Меррит — Родриго, Джорджо Сурьян — Дуглас. Запись спектакля в дальнейшем была выпущена на CD и DVD.
В первые десятилетия XXI века опера ставилась чаще, чем в предыдущие 150 лет, причём в главных ролях нередко были заняты Хуан Диего Флорес и Джойс Дидонато.

## Действующие лица
| Партия                                                        | Голос         | Исполнитель на премьере 24 октября 1819 Дирижёр: Джоакино Россини |
| ------------------------------------------------------------- | ------------- | ----------------------------------------------------------------- |
| Элен (Елена), дева озера                                      | сопрано       | Изабелла Кольбран                                                 |
| Малькольм Грэм — брючная роль                                 | контральто    | Бенедетта Розмунда Пизарони                                       |
| Губерт (Уберто) / Яков V, король Шотландии                    | тенор         | Джованни Давиде                                                   |
| Родерик (Родриго), предводитель горцев                        | тенор         | Андреа Нодзари                                                    |
| Дуглас, отец Элен, бывший наставник Якова V                   | бас           | Микеле Бенедетти                                                  |
| Серано                                                        | тенор         | Гаэтано Киццола                                                   |
| Альбина                                                       | меццо-сопрано | Мария Манци                                                       |
| Бертрам                                                       | бас           | Массимо Орландини                                                 |
| Пастухи, охотники, королевская свита, горцы, придворные — хор |               |                                                                   |

## Содержание
Действие происходит в XVI веке в Шотландии. Изгнанник Дуглас со своей дочерью Элен укрылись в горах у мятежника Родерика, противника короля Якова V. Дуглас обещал выдать свою дочь за мятежника. Но та любит Малкольма. Целыми днями грустная Элен бродит у озера, за что её и прозвали «девой озера». 
Однажды Элен повстречала незнакомого охотника Губерта, чьим именем (в честь небесного покровителя охотников) назвался не кто иной, как Яков V. Он влюбляется в девушку, но Элен отказывает ему во взаимности, так как любит другого. Неожиданно появляются воины Родерика вместе со своим предводителем. Только вмешательство девушки спасает Губерта от гибели. 
Королевские войска наносят мятежникам поражение, и Родерик погибает. Губерт раскрывает своё инкогнито и прощает Дугласа. Несмотря на повторный отказ Элен связать с ним свою судьбу, великодушный король соглашается на её брак с Малкольмом.

## Музыкальные номера
- «Mura felici» — каватина Малколма
- «Tanti affetti» — ария Элен